# Maria Schalcken
Maria Schalcken (Made, 1645/1650 – Dordrecht, voor 1700) was een Nederlandse schilderes.

## Leven en werk
Schalken was een dochter van Cornelis Schalcken en Aletta Lydius. Ze werd geboren in de periode dat haar vader predikant was in Made en Drimmelen. In 1654 verhuisde het gezin naar Dordrecht, toen hij daar rector werd aan de Latijnse school. Ze trouwde in 1682 met de koopman Severijn van Bracht.
Schalken leerde schilderen van haar broer Godfried Schalcken (1643-1706). Waarschijnlijk zijn meerdere werken die zij maakte aan hem toegeschreven. Dat gebeurde in elk geval met haar zelfportret, waarop haar signatuur pas eind 20e eeuw bij een schoonmaakbeurt weer zichtbaar werd.